# Szólóvitorlázás
A szólóvitorlázás a vitorlázás olyan ága, amikor a hajót csak egy ember vitorlázza és vállalkozása során nem vesz igénybe külső segítséget. Nem mindig formális versenyként űzik, de szinte valamennyi vállalkozásnak sportjellege van. Óceáni szólóvitorlázáskor a sporthajózás amúgy is szélsőséges körülményei (hideg, nedvesség, folytonos mozgás) igen komoly mentális kihívásokkal is párosulnak (magány, alváshiány), így kifejezetten extrém sportnak tekinthető. A leghíresebb szólóvitorlás verseny a 4 évente megrendezésre kerülő nonstop földkerülő Vendée Globe.

## Története
Joshua Slocum és Sir Francis Chichester 19-20. századi úttörő útjai óta a szólóvitorlázás népszerűsége megnőtt, és gombamód megszaporodtak a különböző versenyek. Némelyik hősies, világ körüli küzdelem, mások rövidebbek, de mindnek megvan a maga jellegzetessége és valamennyi kihívást jelent a magányos vitorlázók számára. Még versenyen kívül is a versengés jellegzetessége hatja át a szólóvitorlázást: ha egy hajós egy utat gyorsan tesz meg, a többiek azt gondolják, hogy még gyorsabbak lehetnek, és ezért mindent meg is tesznek.
A 20. század közepétől fogva egyre növekszik azoknak a vitorlázóknak a száma akik szólóban össze szeretnék mérni a tudásukat és a rátermettségüket egymással szemben. Ezt követően az 1970-es évek végén megjelentek az Observer, a Mini Transat és a Route du Rhum transzatlanti nonstop vitorlás versenyek, majd a '80-as évek ben a BOC Challenge és a Vendée Globe. Ezzel az egyszemélyes versenyvitorlázás egy professzionális szintre emelkedett, melyet folyamatos innováció és profizmus követett.

## Úttörő szóló föld körüli utazások
- Joshua Slocum , Spray, 1895. április 24.-1898. június 27. Első szóló föld körüli vitorlázás (4 kontinenst érintve).
- Francis Chichester, Gipsy Moth IV, 1966. augusztus 28.-1967. május 28. Első gyors szóló föld körüli vitorlázás (csak Sydneyben megpihenve).
- Robin Knox-Johnston, Suhaili, 1968. június 14.-1969. április 22. Első megállás nélküli szóló föld körüli vitorlázás.
- Chay Blyth, British Steel, 1970. október 18.-1971. augusztus 6. A "lehetetlen útvonal": az első megállás nélküli föld körüli vitorlázás a "rossz irányba".
- Bernard Moitessier, Joshua, 1968. augusztus 22. - 1969. június 21. A "hosszú" szóló föld körüli vitorlázás.

## Legnagyobb szólóvitorlás versenyek
- OSTAR
- Figaro
- Mini Transat 6.50
- Route du Rhum
- Around Alone
- Vendee Globe
- TransTaz
- TransPac
- Bermuda One-Two
- AZAB
- Golden Globe Race

## Magyar szólóvitorlás versenyek

### TBS Nagydíj
A TBS Nagydíj egy évente megrendezésre kerülő szólóvitorlás verseny a Balatonon, melyről Nic Compton: Magányos Vitorlások című könyvének bevezetésében is említést tesz. A verseny teljes távját egyedül, helyettesítés, kikötés és külső segítség nélkül kell teljesíteni. Bár egy világ választja el egymástól a balatoni szólóvitorlázókat az óceáni magányos szkipperektől, a közös szenvedély mégis összeköti őket. Alapította Fa Nándor hajótervező, – építő és vitorlázó.

### Keszthely-Kenese Szóló
A TBS Grand Prix kistestvére, a Balaton-hosszában szóló vitorlásverseny. Alapította Fa Nándor hajótervező, – építő és vitorlázó.

## Magyar offshore szólóvitorlázók

### Kopár István, az első magyar szóló földkerülő
1990. június 29. és 1991. május 14. között kerülte meg a Földet egyetlen kikötéssel Salammbo nevű Balaton 31-es típusú vitorlásával. A Gibraltárból Ausztráliáig vezető, 153 napig tartó első útszakasz a vártnál is küzdelmesebbnek bizonyult. Az Atlanti-, majd az Indiai-óceán átszelése során a hajó navigációs műszerei működésképtelenné váltak, és a Salammbo gyakran került viharba. November 18-án a több mint 100 km/órás szélben a hajó felborult, sok felszerelés tönkrement, s Kopár István a megrongálódott hajóval csak nagy nehézségek árán érte el az ausztráliai Fremantle kikötőjét. Harmincnapos pihenő után a Salammbo december 29-én folytatta útját a Csendes-óceánon, immár hazafelé. A Föld körüli út második szakaszának egyik legemlékezetesebb élménye volt, amikor Kopár István és a BOC Challenge Föld körüli vitorlásversenyen részt vevő Fa Nándor találkozott a déli félteke viharos vizein. A Salammbo március 6-án érte el Dél-Amerika legdélibb pontját, a Horn-fokot. Az egyetlen, 30 napig tartó kikötés alkalmával vásárolt élelmiszerek nagy része tönkrement, így az utolsó hetekben Kopár István valósággal éhezett: csak kevés csokoládén és mazsolán tartotta fenn magát. Később több alkalommal átkelt még az Atlanti-óceánon, versenyben is. 1996-1997 között a Hongkong Challenge Föld-kerülő vitorlásversenyen elnyerte a Sir Edward Heath Kupát, mint a leggyorsabb Föld-kerülő hajó kapitánya. Jelenleg USA-ban él, weboldala: http://www.globediscovery.com. Könyvének címe: Kihívás I.-II.

### Fa Nándor

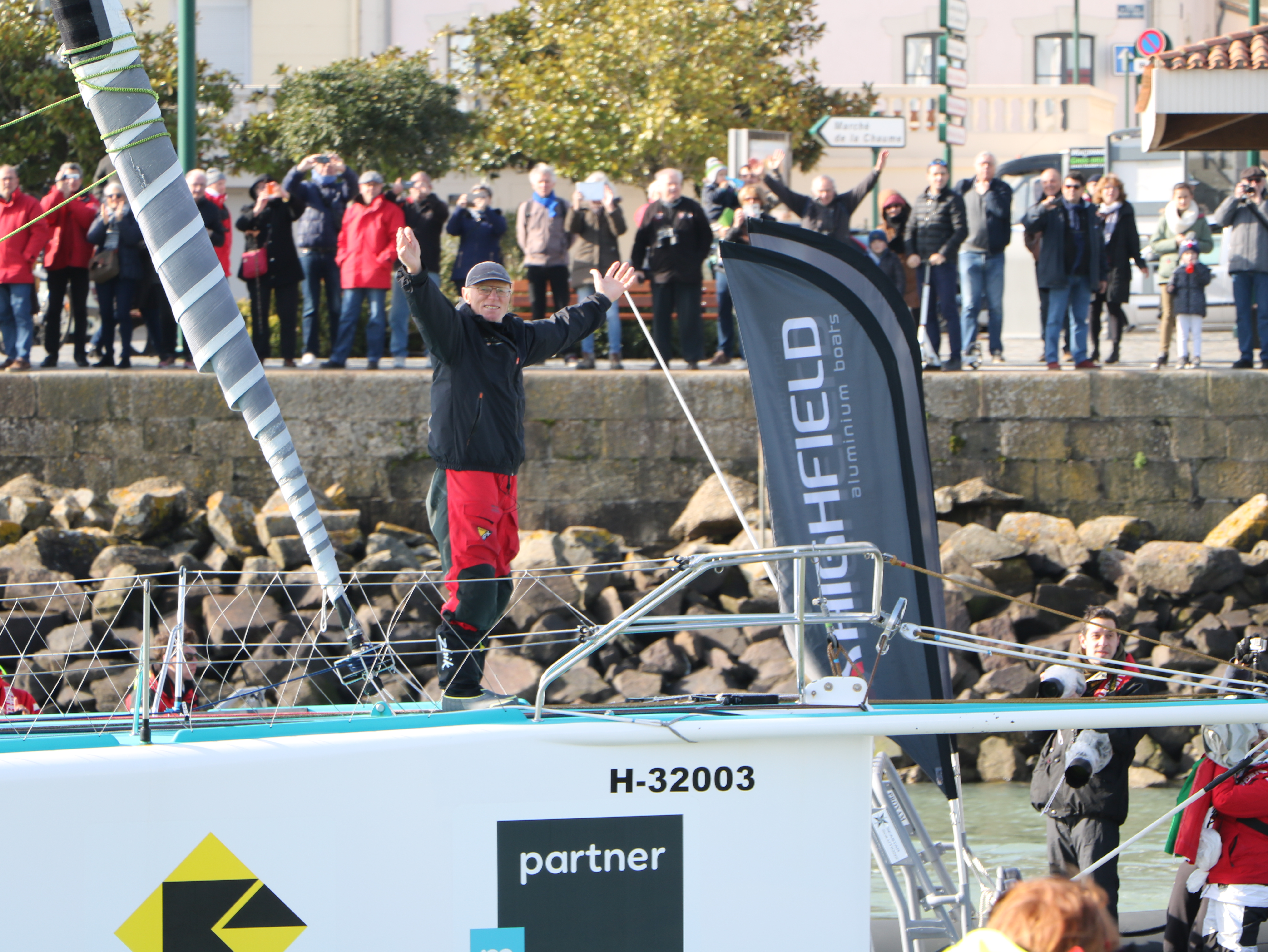
Fa Nándor megérkezése a Barcelona World Race verseny céljába a Spririt of Hungary nevű hajóval 2017-ben

- 1990-1991 BOC Challenge egyszemélyes földkerülő. Fa Nándor kapta a " SPIRIT of the BOC Challenge Award" különdíjat.
- 1992-1993: Vendée Globe - 5. helyezett, 128 nap alatt kerülte meg a földet vitorlásával.
- 1996-1997: Vendée Globe
- 2014-2015: Barcelona World Race
- 2016-2017: Vendée Globe

### Méder Áron
- 2006-2009: 3 év alatt kerülte meg a földet 19 lábas vitorlásával. A vitorlásútjáról könyvet is írt, aminek a címe Békét és Szelet! Három év alatt a Földkörül
- Méder Áron földkerülésének legtöbb jellemzője abból a tényből fakadt, hogy egy kis tavi hajóval tette meg e távolságot (kb. 30.000 tmf). A kis hajók legfontosabb tulajdonságai egy ilyen túra szempontjából: a könnyű kezelhetőség, a kis terhelhetőség, a kevés hely a felszerelés számára, a lassúság, az ebből fakadó hosszú út és több vihar, a rossz észlelhetőség, stabilitás problémák, borulásra való hajlam. A hajó kímélésének szem előtt tartásából fakadt az útvonal és az indulás, illetve továbbindulás évszakának megválasztása, valamint útközben számtalan apró döntés. ("A legfontosabb irányelvem (...), hogy a hajót ne kockáztassam." - jachtnapló, 414. nap")

### Kovács Tamás
- A Mini Transat 6.50 nemzetközi nonstop szólóvitorlás transzatlanti verseny első magyar indulója prototípus kategóriában.

### Rakonczay Gábor
- Földkerülés 2013-14: Szóló földkerülési kisérlet a klasszikus déli útvonalon, a Jóreménység foka, a Leeuwin-fok és a Horn-fok kerülésével, 3 fő megállással. A kísérlet valamilyen oknál fogva a Jóreménység fokánál abba maradt. Rakonczay Gábor a honlapján erre az útra már szóló óceánátvitorlázásként hivatkozik és nincs nyoma a Földkerulésnek. ￼￼